# Mallorca Zeitung
Die Mallorca Zeitung (Abkürzung MZ) ist eine deutschsprachige Wochenzeitung auf der Baleareninsel Mallorca. Sie besteht seit Mai 2000 und wird im Verlag Editorial Prensa Ibérica verlegt, in dem auch die spanischsprachige Lokalzeitung Diario de Mallorca erscheint. Die Redaktion hat ihren Sitz im Viertel Nou Llevant in der Balearen-Hauptstadt Palma. Die Auflage beträgt ca. 20.000 Exemplare.
Die Mallorca Zeitung erscheint jeden Donnerstag. Sie informiert über das aktuelle Inselgeschehen in Politik, Sport, Kultur und Gesellschaft sowie über Lifestyle und Service-Themen. Der Zeitung liegt auch die Programmzeitschrift rtv bei. Seit einem Relaunch im August 2018 erscheint die Zeitung in neuem Design und Format. Zu den Lesern gehören deutschsprachige Residenten auf Mallorca, Urlauber sowie Abonnenten unter anderem in Deutschland. Die Mallorca Zeitung wird häufig von Medien im deutschsprachigen Raum zitiert und hat dadurch auch eine Funktion als Multiplikator für Mallorca-Themen. Chefredakteur ist Ciro Krauthausen, stellvertretender Chefredakteur Frank Feldmeier. Der Redaktion gehören elf weitere festangestellte Redakteure an.
In der gleichnamigen Online-Ausgabe berichtet die Mallorca Zeitung über das tagesaktuelle Geschehen auf der Insel. Tägliche Schlagzeilen werden auch in einem Whatsapp-Newsletter versandt. 
Die im selben Verlag erschienene Schwesterzeitung der Mallorca Zeitung auf dem spanischen Festland, Costa Blanca Rundschau, wurde im Januar 2007 eingestellt.